# Ciprian Desporrins

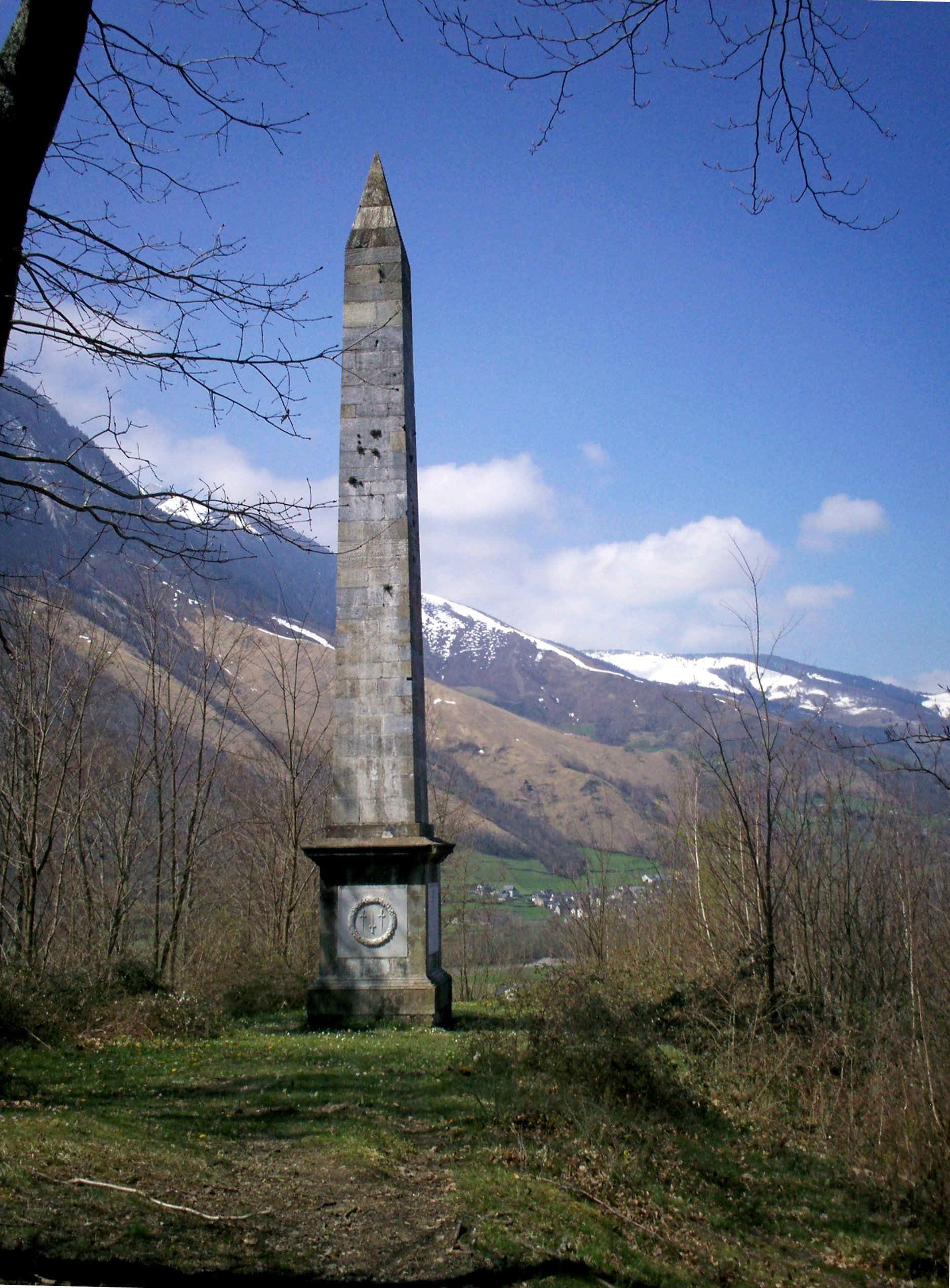
Obelisco en honor a Desporrins en Accous

Ciprian Desporrins (en francés: Cyprien Despourrins ; Accous, 1698-1759) fue uno de los principales escritores bearneses del siglo XVIII de lengua occitana. 

## Obra literaria
Muchos de sus poemas como Quant vòs ganhar pastoreta charmanta, Rosinholet qui cantas o Dus pastors a l'ombreta (en español : Cuánto querés ganar pastora encantadora, Pequeño ruiseñor que cantás y Dos pastores que cantan a la sombra) siguen siendo aún hoy en día canciones folclóricas emblemáticas de Bearne y más particularmente del Valle de Aspe del cual era oriundo.

## Posteridad
Unos cuantos monumentos le fueron dedicados en los Pirineos de idioma occitano, siendo el obelisco de Accous unos de los más impactantes por hallarse en plena montaña. Este obelisco ostenta dos poemas de dos grandes poetas occitanos posteriores (Xavier Navarròt y Jasmin) y dedicados a Desporrins. También en su sócalo se pueden ver las tres espadas que simbolizan tres duelos seguidos que ganó el padre del poeta.
Durante el siglo XVIII, Pierre Jélyotte, uno de los principales cantantes de ópera de Francia (también originario de Bearne) fue profesor de canto de la amante del rey Luis XV de Francia (la Marquesa de Pompadour a quién enseñó algunas canciones de Desporrins.